# Единен център за иновации
Единният център за иновации е общо специализирано звено на Българската академия на науките. Той координира политиката на БАН в сферата на иновациите, патентната дейност и проектната компетентност. Предоставя информация за кандидатстване по Европейските структурни фондове и Рамковата програма на Европейския съюз „Хоризонт 2020“. Центърът подпомага подготовката и изпълнението на проектни предложения, осъществява делови контакти в страната и в чужбина в областта на иновациите и транфера на знания, технологии и ноу-хау.
От 2011 г. центърът е част от най-голямата информационно-консултантска мрежа в Европа Enterprise Europe Network. Като партньор в мрежата центърът работи съвместно с Българската търговско-промишлена палата, Българската стопанска камара и техните регионални клонове, както и с водещи неправителствени организации в сферата на иновациите и трансфера на технологии.
Центърът осъществява основната си задача да подпомага проектното и технологичното сътрудничество на научните звена в БАН, като:
- предоставя информация чрез бюлетини;
- изготвя и публикува профили за търсене на партньори за трансфер на знания и технологии;
- организира и провежда обучения, свързани с достъпа до финансиране и други.